# Placówka Straży Granicznej II linii „Ardżeluża”
Placówka Straży Granicznej II linii „Ardżeluża” – jednostka organizacyjna Straży Granicznej pełniąca służbę ochronną na granicy polsko-czechosłowackiej w okresie międzywojennym.

## Formowanie i zmiany organizacyjne
Rozporządzeniem Prezydenta Rzeczypospolitej Polskiej Ignacego Mościckiego z 22 marca 1928 roku, do ochrony północnej, zachodniej i południowej granicy państwa, a w szczególności do ich ochrony celnej, powoływano z dniem 2 kwietnia 1928 roku  Straż Graniczną.
Rozkazem nr 5 z 16 maja 1928 roku w sprawie organizacji Małopolskiego Inspektoratu Okręgowego dowódca Straży Granicznej gen. bryg. Stefan Pasławski określił strukturę organizacyjną komisariatu SG „Żabie”. 
Już 8 września 1828 dowódca Straży Granicznej rozkazem nr 6  w sprawie organizacji Małopolskiego Inspektoratu Okręgowego podpisanym w zastępstwie przez mjr. Wacława Szpilczyńskiego zmieniał organizację komisariatu i ustalał zasięg placówek. 
Placówka Straży Granicznej II linii „Ardżeluża” znalazła się w jego strukturze.
Rozkazem nr 7 z 25 września 1929 roku w sprawie reorganizacji i zmian dyslokacji Małopolskiego Inspektoratu Okręgowego komendant Straży Granicznej płk Jan Jur-Gorzechowski określił numer i nową strukturę komisariatu „Worochta”. Placówka Straży Granicznej II linii „Ardżeluża” znalazła się w jego strukturze.
Rozkazem nr 4/31 zastępcy komendanta Straży Granicznej płk. Emila Czaplińskiego z 20 października 1931 roku zniesiono placówkę SG II linii „Ardżeluża”.